# Fractura nasal
Una fractura nasal, comúnmente conocida como nariz rota, es una fractura de uno de los huesos de la nariz. Los síntomas pueden incluir sangrado, hinchazón, moretones e incapacidad para respirar por la nariz. Pueden complicarse con otras fracturas faciales o un hematoma septal.
Las causas más comunes incluyen asalto, trauma durante deportes, caídas y colisiones de vehículos motorizados. El diagnóstico generalmente se basa en los signos y síntomas y, en ocasiones, puede confirmarse mediante una radiografía simple.
El tratamiento suele ser con medicamentos para el dolor y compresas frías. La reducción, si es necesario, generalmente puede ocurrir después de que la hinchazón haya bajado. Dependiendo del tipo de reducción de fractura puede estar cerrado o abierto. Los resultados son generalmente buenos. Las fracturas nasales son comunes y comprenden aproximadamente el 40% de las fracturas faciales. Los varones de 20 años son los más afectados.

## Tipos de fractura nasal
Simple - Solo hay una línea de fractura.
Conminuta - Múltiples líneas de fractura.
Abierta - La herida está abierta al exterior.

## Referencias

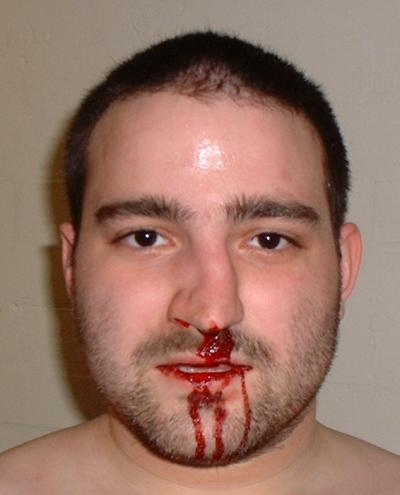
Fractura lateral